# Pescado Rabioso
Pescado Rabioso est un groupe argentin de hard rock et blues rock, dirigé par Luis Alberto Spinetta et accompagné par le batteur Black Amaya et le bassiste Osvaldo « Bocón » Frascino. Le trio se transforme en quatuor avec l'arrivée du claviériste Carlos Cutaia et enfin, David Lebón qui a remplacé Frascino. L'album Artaud paru en 1973 sous le nom de Pescado Rabioso, est composé uniquement par Spinetta.

## Histoire
Après la séparation du groupe Almendra en 1970, et un voyage de sept mois que Luis Alberto Spinetta a effectué au Brésil, aux États-Unis et l'Europe, les deux décident de former un nouveau groupe.
À ce moment, le morceau Muchacha (ojos de papel) d'Almendra est un succès commercial, en grande partie à cause d'une polémique liée à l'entreprise textile Estexa qui l'utilisait dans ses spots publicitaires. Spinetta, lui, cherchait à échapper aux règles et limites imposés par les labels. Ces événements l'amènent à former Pescado Rabioso.
Trois ans après leur séparation, en 1976, un album intitulé Lo mejor de Pescado Rabioso est publié. Il s'agit d'une compilation de onze titres déjà sortis en single ou en album, mais avec une nouvelle pochette de Juan Gatti, qui montre un poisson en train de saigner alors qu'il brise un aquarium et que les éclats de verre sont en l'air.

## Discographie

### Albums studio
- 1972 : Desatormentándonos (Microfón)
- 1973 : Pescado 2 (Microfón)

### Compilations
- 1976 : Lo Mejor de Pescado Rabioso (Talent Microfón)
- 2001 : Obras cumbres (Disco 1)

### Singles
- 1973 : Post-crucifixión / Despiértate nena
- 1973 : Me gusta ese tajo / Credulidad